# Minyas
Minyas – syn boga morza Posejdona, założyciel i władca beockiego miasta Orchomenos, stolicy potężnego państwa z epoki kreteńsko-mykeńskiej.
Był podobno bogatszy niż ktokolwiek z ludzi, którzy żyli przed nim i dla swoich skarbów  kazał wybudować podziemny grób kopułowy o średnicy 14 metrów, zwany skarbcem Minyasa. Poza tym z mitów wiemy o nim głównie to, że miał syna Orchomenosa, który po nim objął tron, oraz trzy córki: Leukippe, Arsippe i Alkatoe, zwane Minyadami, zamiłowane i utalentowane hafciarki. Za karę, że Minyady odmówiły udziały w obchodzie święta Dionizosa i wolały zostać w komnacie przy krosnach, zostały przez obrażonego boga według jednej z wersji tknięte szałem, według innej - zamienione w nietoperze. Czwarta córka uniknęła tego losu. Była to Eteoklimene, która wyszła za mąż za dziedzica tronu eolskiego Azjona i miała z nim syna Jazona, późniejszego wodza wyprawy Argonautów.